# 明治神宮前站
明治神宮前站（日语：／ Meiji-jingūmae eki */?）是位於日本東京都澀谷區神宮前，屬於東京地下鐵的鐵路車站。2010年（平成22年）3月6日以後加入「〈原宿〉」（／）的併記。

## 概要
此站有千代田線、副都心線停靠。千代田線車站編號為C 03，副都心線為F 15。
另外，由於本站鄰近東日本旅客鐵道（JR東日本）山手線原宿站，除了列在轉乘資訊上，還設有經千代田線的定期券（不包含副都心線，包含該線的定期票需經澀谷站）。
2010年3月起站名加上「〈原宿〉」，試圖提升假日人潮。同時周六日停靠副都心線急行列車。2015年度計畫在平日增停急行班次，2016年3月26日起正式實施。
2016年，雖然目前的英文站名寫作『Meiji-jingumae'Harajuku'』，但為了便利海外遊客，電車的液晶螢幕增加新英文站名［Meiji Jingu Shrine］。

## 历史
- 1962年（昭和37年）：都市交通審議會第6號回覆決定東京8號線的路線。
- 1964年（昭和39年）12月6日：建設省（現國土交通省）告示3379號將第6號回覆中的8號線改稱9號線，並決定設立原宿站（暫稱）。
- 1972年（昭和47年）10月20日：帝都高速度交通營團（營團地下鉄）千代田線霞關－代代木公園段開業。同日，本站開業，並開始容許乘客經本站換乘日本國有鐵道（現東日本旅客鐵道）原宿站。
  - 隨着本站開業，銀座線「神宮前站」改稱為「表參道站」。
  - 建設本站期間曾挖出一頭日本納瑪象的化石。
- 1973年（昭和48年）11月1日：引入定期券發行機導[6][7]。
- 2002年（平成14年）夏：車站啟用冷氣[7]。
- 2004年（平成16年）4月1日：營團地下鐵民營化，本站由東京地下鐵接手經營。
- 2008年（平成20年）6月14日：副都心線站區開業。同時副都心線站區啟用冷氣[7]。
- 2010年（平成22年）3月6日：站名顯示方式更改為「明治神宮前（原宿）站」。同日副都心線訂正時間表，周末及公眾假期的急行班次開始停靠本站[2]。
- 2016年（平成28年）3月26日：副都心線改點，平日增停急行列車。

## 車站構造
千代田線與副都心線在千代田線月台的下一層（地下4樓，與副都心線剪票口同層）設有連絡通道，可站內轉乘。
較接近地面的千代田線站區位於明治通和JR原宿站之間的表參道地下。千代田線的月台位於地下3樓，採島式月台1面2線設計。早上繁忙時間千代田線有部分班次以本站為終點站，乘客下車後列車將會駛入位於代代木公園地下的留置線。列車離開留置線時會駛到代代木上原站開出，故沒有以本站為起點的班次。
較深的副都心線位於明治通地下及千代田線站區下方。剪票口及與千代田線的換乘通道位於地下4樓，而月台則位於地下5樓，同樣採島式月台1面2線設計。與新宿三丁目站及澀谷站一樣，月台採挑高設計。

### 月台配置
| 月台                    | 路線     | 目的地                           | 備註 |
| ----------------------- | -------- | -------------------------------- | --- |
| 千代田線月台（地下3樓） |          |                                  | |
| 1                       | 千代田線 | 代代木上原、本厚木、唐木田方向   | 代代木上原站起直通 小田急線 （直通至 小田原線 本厚木站與 多摩線 唐木田站）                                   |
| 2                       | 千代田線 | 大手町、北千住、綾瀨、取手方向   | 綾瀨站起直通 常磐線（各站停車）                                                                              |
| 副都心線月台（地下5樓） |          |                                  | |
| 3                       | 副都心線 | 澀谷、橫濱、元町·中華街方向      | 澀谷站起直通 東急東橫線，橫濱站起直通 港未來線                                                               |
| 4                       | 副都心線 | 池袋、和光市、森林公園、飯能方向 | 和光市站起直通 東武東上線（直通至森林公園站），或 小竹向原站起直通 西武池袋線（ 經西武有樂町線直通至飯能站） |

（來源：東京地下鐵:構內圖 （页面存档备份，存于））
- 千代田線月台的代代木上原側因位於彎道上，全日配有站員。

### 站內設備
- 剪票口在地下1樓西側代代木公園方向出入口1 - 3側、地下2樓東側明治通方向出入口4 - 6側、地下4樓副都心線大廳，共計3處。
- 零售店（METRO'S（日语：メトロコマース））在千代田線月台（地下3樓）。
- 廁所在剪票口附近，共三處。
- 電梯設於以下3處。
  - 千代田線代代木上原側剪票口 - 千代田線月台間
  - 千代田線綾瀨側剪票口 - 千代田線月台 - 副都心線轉乘通道間
  - 副都心線剪票口 - 副都心線月台間
- 電扶梯設於月台與剪票口層之間、月台與轉乘通道之間，共計7處。

### 站外設備
- 定期券售票處在1號出口旁。
- 電梯共計3處，分別連通地下1樓與2號出入口、地下2樓與6號出入口、地下4樓與神宮前交差點東北角（GAP側）。
- 電扶梯共計3處，分別連通地下1樓與2號出入口、地下2樓與5號出入口、地下2樓與地下4樓、地下4樓與7號出入口。

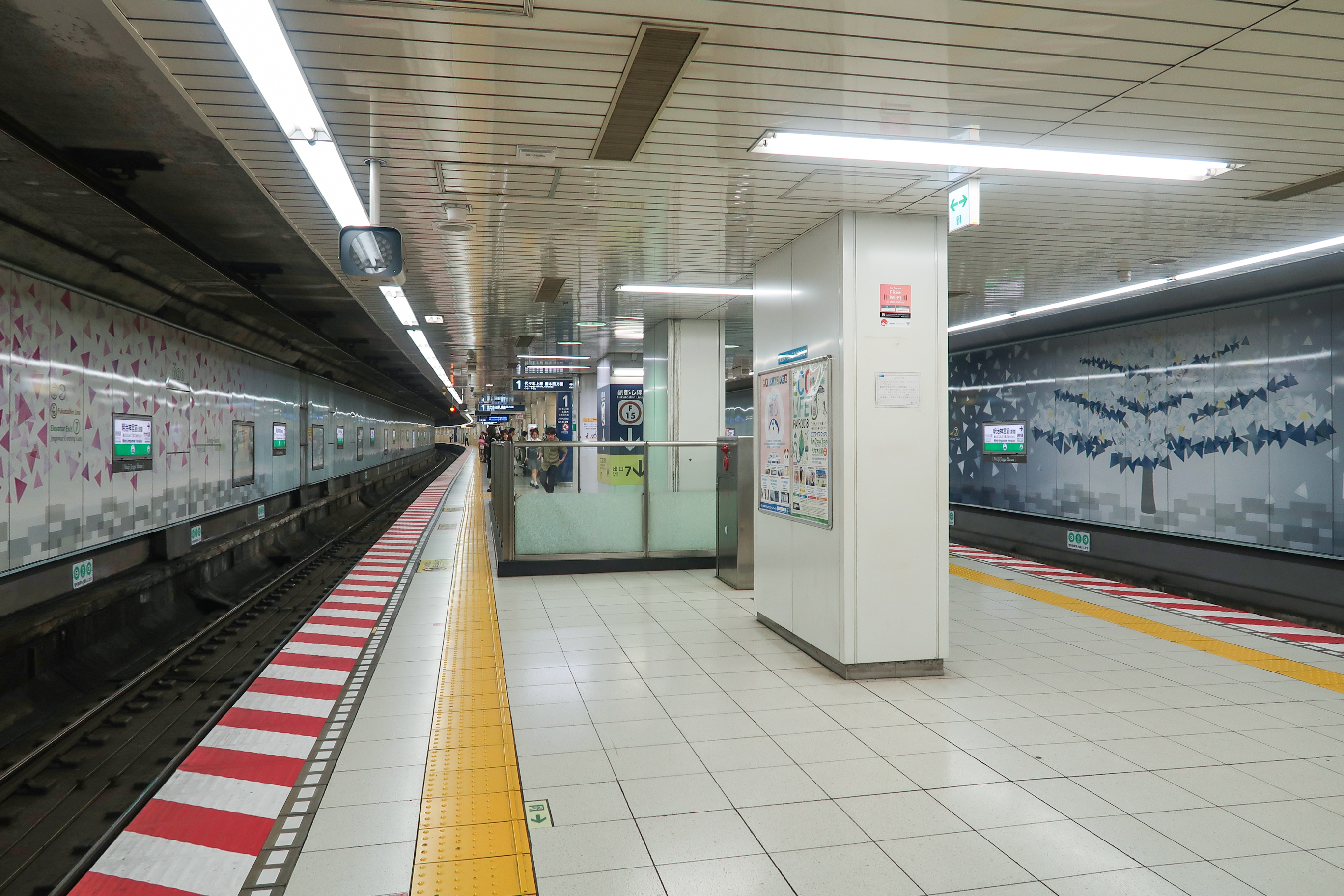
千代田線月台（2018年5月）
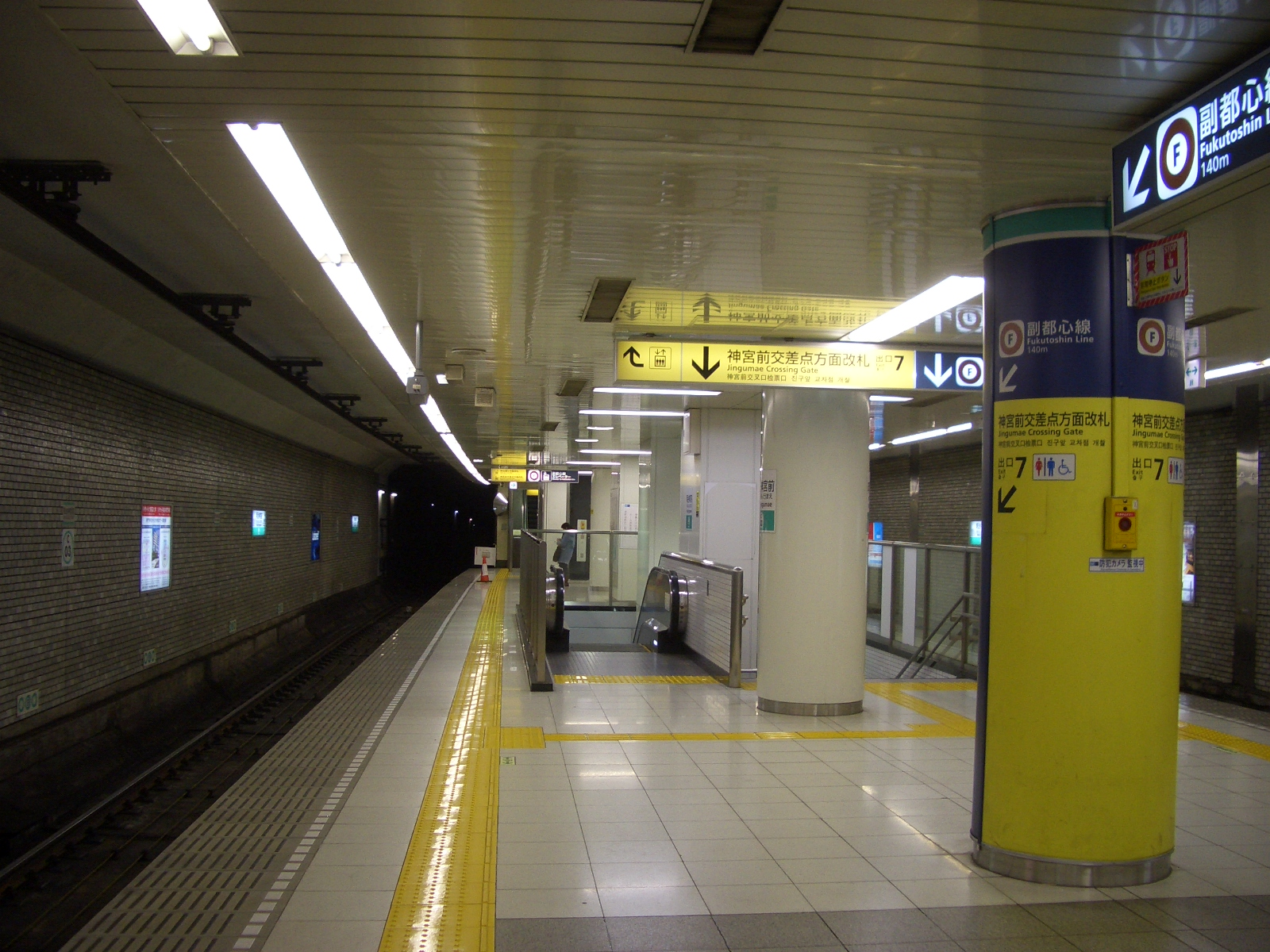
副都心線換乘通道入口（2008年12月10日）
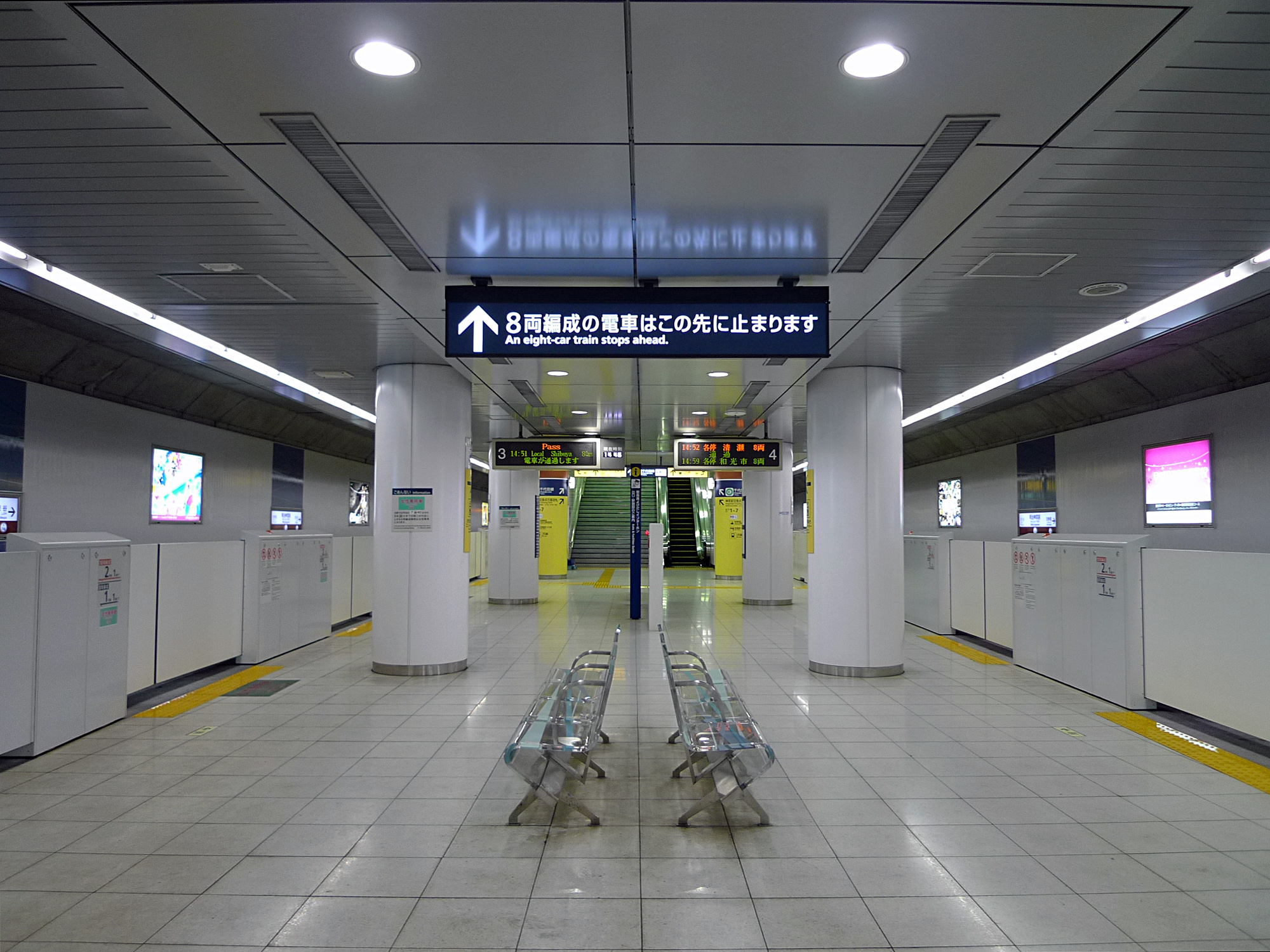
副都心線月台（2009年6月7日）
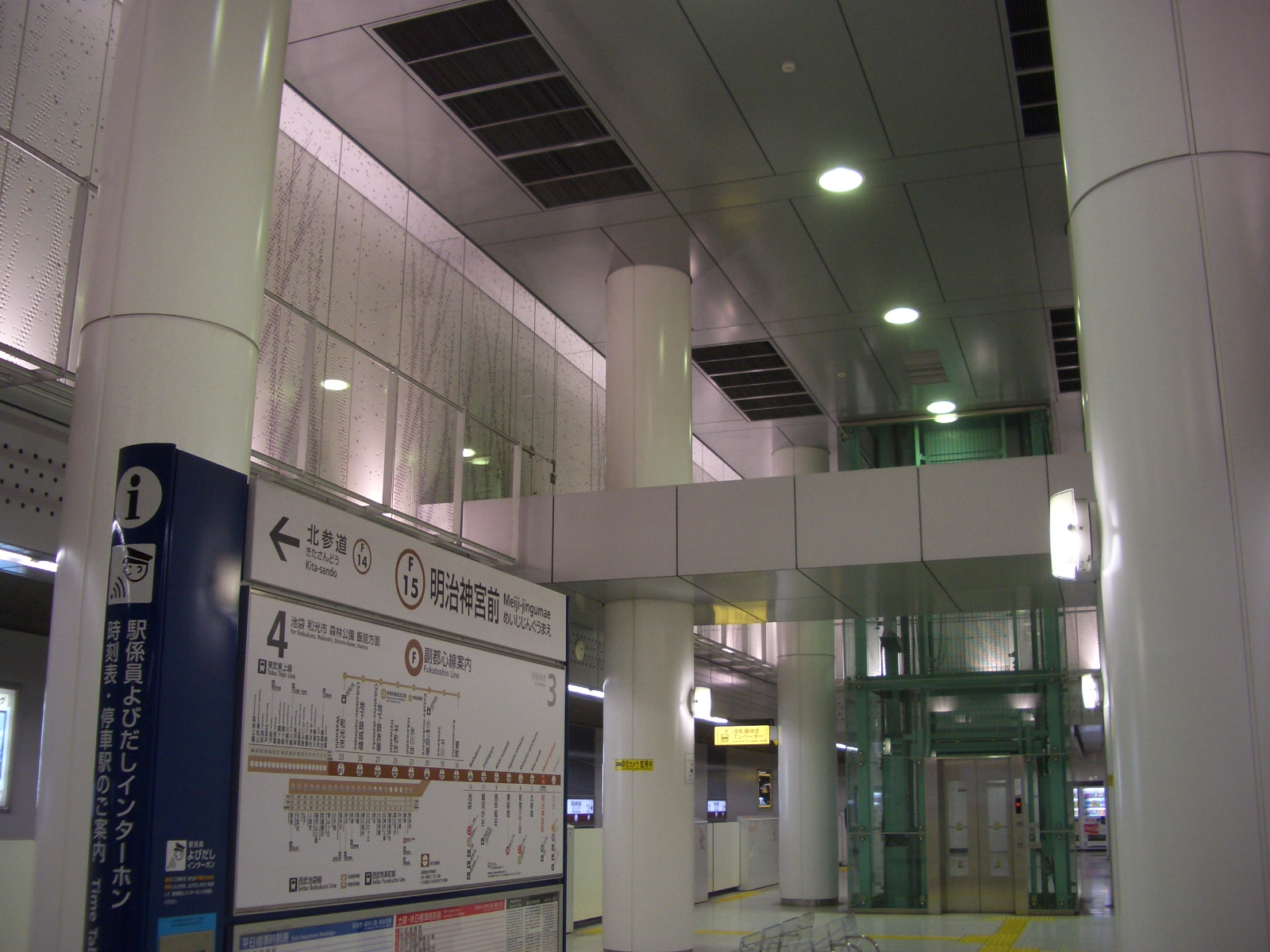
副都心線月台（2008年12月10日）
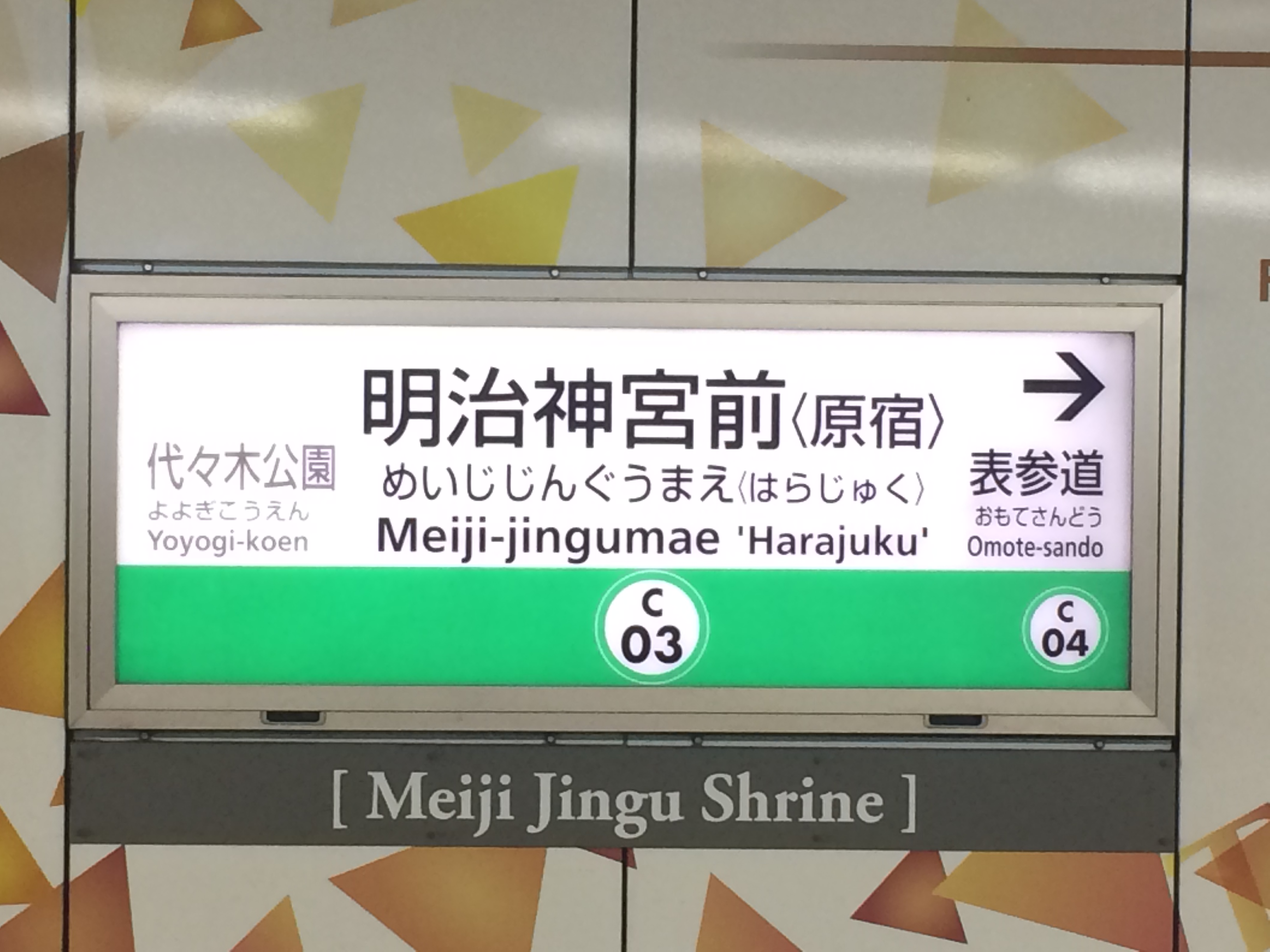
站名牌。以「明治神宮前〈原宿〉」標記。另外自2016年3月以後，追加［Meiji Jingu Shrine］表記。（2016年12月）

## 利用狀況
- 東京地下鐵 - 2017年度1日平均上下車人次為105,537人[使用人數 1]。
東京地下鐵全部130個車站當中排名39位。此數值不包括千代田線、副都心線間的轉乘人次。
  - 若包括千代田線、副都心線間的轉乘人次，2017年度各路線1日平均上下車人次如下[* 1]。
    - 千代田線 - 114,318人 - 同線內次於綾瀨站、北千住站、代代木上原站、大手町站、表參道站、西日暮里站、日比谷站排行第8位。
    - 副都心線 - 78,715人 - 同線內次於澀谷站、小竹向原站、新宿三丁目站、池袋站排行第5位。

### 各年度1日平均上下車人次
近年1日平均上下車人次如下表。
| 年度               | 營團 / 東京地下鐵  | 營團 / 東京地下鐵 |
| 年度               | 1日平均 上下車人次 | 增長率            |
| ------------------ | ------------------ | ----------------- |
| 1992年（平成04年） | 57,927             |                   |
| 1993年（平成05年） | 56,870             | −1.8%             |
| 1994年（平成06年） | 56,505             | −0.6%             |
| 1995年（平成07年） | 55,835             | −1.2%             |
| 1996年（平成08年） | 56,550             | 1.3%              |
| 1997年（平成09年） | 56,184             | −0.6%             |
| 1998年（平成10年） | 55,669             | −0.9%             |
| 1999年（平成11年） | 54,389             | −2.3%             |
| 2000年（平成12年） | 53,575             | −1.5%             |
| 2001年（平成13年） | 52,888             | −1.3%             |
| 2002年（平成14年） | 51,600             | −2.4%             |
| 2003年（平成15年） | 51,076             | −1.0%             |
| 2004年（平成16年） | 52,106             | 2.0%              |
| 2005年（平成17年） | 53,256             | 2.2%              |
| 2006年（平成18年） | 54,729             | 2.8%              |
| 2007年（平成19年） | 58,038             | 6.0%              |
| 2008年（平成20年） | 73,456             | 26.6%             |
| 2009年（平成21年） | 75,434             | 2.7%              |
| 2010年（平成22年） | 74,693             | −1.0%             |
| 2011年（平成23年） | 71,913             | −3.7%             |
| 2012年（平成24年） | 75,365             | 4.8%              |
| 2013年（平成25年） | 87,858             | 16.6%             |
| 2014年（平成26年） | 91,026             | 3.6%              |
| 2015年（平成27年） | 98,131             | 7.8%              |
| 2016年（平成28年） | 103,552            | 5.5%              |
| 2017年（平成29年） | 105,537            | 1.9%              |

### 各年度1日平均上車人次（1972年－2000年）
| 年度               | 千代田線 | 來源              |
| ------------------ | -------- | ----------------- |
| 1972年（昭和47年） | 8,583    | [ 東京都統計 1 ]  |
| 1973年（昭和48年） | 11,337   | [ 東京都統計 2 ]  |
| 1974年（昭和49年） | 12,677   | [ 東京都統計 3 ]  |
| 1975年（昭和50年） | 17,317   | [ 東京都統計 4 ]  |
| 1976年（昭和51年） | 18,364   | [ 東京都統計 5 ]  |
| 1977年（昭和52年） | 19,663   | [ 東京都統計 6 ]  |
| 1978年（昭和53年） | 21,493   | [ 東京都統計 7 ]  |
| 1979年（昭和54年） | 22,667   | [ 東京都統計 8 ]  |
| 1980年（昭和55年） | 23,953   | [ 東京都統計 9 ]  |
| 1981年（昭和56年） | 25,573   | [ 東京都統計 10 ] |
| 1982年（昭和57年） | 26,189   | [ 東京都統計 11 ] |
| 1983年（昭和58年） | 26,940   | [ 東京都統計 12 ] |
| 1984年（昭和59年） | 28,145   | [ 東京都統計 13 ] |
| 1985年（昭和60年） | 28,814   | [ 東京都統計 14 ] |
| 1986年（昭和61年） | 30,118   | [ 東京都統計 15 ] |
| 1987年（昭和62年） | 30,751   | [ 東京都統計 16 ] |
| 1988年（昭和63年） | 31,685   | [ 東京都統計 17 ] |
| 1989年（平成元年） | 32,222   | [ 東京都統計 18 ] |
| 1990年（平成02年） | 32,060   | [ 東京都統計 19 ] |
| 1991年（平成03年） | 31,563   | [ 東京都統計 20 ] |
| 1992年（平成04年） | 30,447   | [ 東京都統計 21 ] |
| 1993年（平成05年） | 29,978   | [ 東京都統計 22 ] |
| 1994年（平成06年） | 29,611   | [ 東京都統計 23 ] |
| 1995年（平成07年） | 29,120   | [ 東京都統計 24 ] |
| 1996年（平成08年） | 29,666   | [ 東京都統計 25 ] |
| 1997年（平成09年） | 29,452   | [ 東京都統計 26 ] |
| 1998年（平成10年） | 29,121   | [ 東京都統計 27 ] |
| 1999年（平成11年） | 28,486   | [ 東京都統計 28 ] |
| 2000年（平成12年） | 28,137   | [ 東京都統計 29 ] |

### 各年度1日平均上車人次（2001年以後）
近年1日平均上車人次推移如下表。
| 年度               | 千代田線 | 副都心線 | 來源              |
| ------------------ | -------- | -------- | ----------------- |
| 2001年（平成13年） | 27,605   | 未 開 業 | [ 東京都統計 30 ] |
| 2002年（平成14年） | 27,178   | 未 開 業 | [ 東京都統計 31 ] |
| 2003年（平成15年） | 26,749   | 未 開 業 | [ 東京都統計 32 ] |
| 2004年（平成16年） | 26,529   | 未 開 業 | [ 東京都統計 33 ] |
| 2005年（平成17年） | 27,085   | 未 開 業 | [ 東京都統計 34 ] |
| 2006年（平成18年） | 27,605   | 未 開 業 | [ 東京都統計 35 ] |
| 2007年（平成19年） | 29,014   | 未 開 業 | [ 東京都統計 36 ] |
| 2008年（平成20年） | 29,247   | 9,275    | [ 東京都統計 37 ] |
| 2009年（平成21年） | 29,699   | 9,888    | [ 東京都統計 38 ] |
| 2010年（平成22年） | 28,906   | 9,772    | [ 東京都統計 39 ] |
| 2011年（平成23年） | 27,698   | 9,536    | [ 東京都統計 40 ] |
| 2012年（平成24年） | 28,218   | 10,754   | [ 東京都統計 41 ] |
| 2013年（平成25年） | 30,339   | 14,920   | [ 東京都統計 42 ] |
| 2014年（平成26年） | 31,586   | 15,151   | [ 東京都統計 43 ] |
| 2015年（平成27年） | 33,615   | 16,637   | [ 東京都統計 44 ] |
| 2016年（平成28年） | 35,129   | 17,890   | [ 東京都統計 45 ] |

備註
1. ↑  1972年10月20日開業。開業日から翌年3月31日までの計163日間を集計したデータ。
2. ↑  2008年6月14日開業。開業日から翌年3月31日までの計291日間を集計したデータ。

## 車站周邊

### 出口1
- 国立代代木競技場
- NHK廣播電視中心
- SHIBUYA-AX
- SHIBUYA BOXX（日语：SHIBUYA BOXX）
- 岸紀念體育館（日语：岸記念体育館）

### 出口2
- JR山手線原宿車站
- 明治神宮
- 代代木公園

### 出口3
- 原宿QUEST
- 澀谷區立原宿外苑中學校（日语：渋谷区立原宿外苑中学校）

### 出口4
- 澀谷教育學園澀谷中學校、高等學校（日语：渋谷教育学園渋谷中学校・高等学校）
- 澀谷區役所（日语：渋谷区役所）神宮前出張所、澀谷區神宮前區民會館、澀谷區神宮前敬老館
- 神宮前六郵便局
- World Hi-Vision Channel本社
- Colombin（日语：コロンバン）原宿沙龍本店

### 出口5
- Laforet原宿
- H&M原宿店
- FOREVER 21原宿店
- 表參道之丘
- 浮世繪 太田紀念美術館（日语：浮世絵 太田記念美術館）
- 東鄉紀念館
- 東鄉神社
- 澀谷區立中央圖書館（日语：渋谷区立中央図書館）
- 原宿警察署（日语：原宿警察署）
- BS朝日
- 原宿Astro Hall

### 出口6
- VELOQX 28大廈

### 出入口7
- 澀谷區神宮前穩田區民會館

### 電梯專用出入口
- 表參道之丘

## 路線巴士
最近的巴士站是原宿站前、表參道、原宿站入口、明治神宮、明治神宮前站巴士站。以下路線由東京都交通局、京王巴士東、FUJIEXPRESS運行。
原宿站前
- 早81：往早大正門／澀谷站東口（循環）

表參道
- 早81系統：往早大正門
- 池86系統：往池袋站東口／澀谷站東口（循環）

原宿站入口
- 八公巴士春之小川線：往澀谷區役所
- 八公巴士神宮之杜線：往澀谷站八公口／往表參道站、千駄谷站、參宮橋、代代木站方向

明治神宮
- 八公巴士神宮之杜線：往澀谷站八公口／往表參道站、千駄谷站、參宮橋、代代木站方向

明治神宮前站
- 八公巴士神宮之杜線：往表參道站、千駄谷站、參宮橋、代代木站方向

## 相鄰車站
東京地下鐵
 千代田線

代代木公園（C 02）－明治神宮前（C 03）－表參道（C 04）
 副都心線
■通勤急行
通過
■急行
新宿三丁目（F 13）－明治神宮前（F 15）－澀谷（F 16）
■各站停車
北參道（F 14）－明治神宮前（F 15）－澀谷（F 16）

### 來源
地下鐵1日平均使用人數
1. ↑  各駅の乗降人員ランキング （页面存档备份，存于） - 東京メトロ

地下鐵統計資料
1. 1 2  各種報告書 （页面存档备份，存于） - 関東交通広告協議会
2. 1 2  渋谷区勢概要 （页面存档备份，存于） - 渋谷区
3. ↑  .   [2017-04-22]. （原始内容存档于2016-04-01）.

東京都統計年鑑
1. ↑  .   [2019-01-08]. （原始内容存档于2015-06-29）.
2. ↑  .   [2019-01-08]. （原始内容存档于2015-06-29）.
3. ↑  .   [2019-01-08]. （原始内容存档于2016-03-05）.
4. ↑  .   [2019-01-08]. （原始内容存档于2016-06-02）.
5. ↑  .   [2019-01-08]. （原始内容存档于2015-06-29）.
6. ↑  .   [2019-01-08]. （原始内容存档于2016-03-05）.
7. ↑  .   [2019-01-08]. （原始内容存档于2015-06-29）.
8. ↑  .   [2019-01-08]. （原始内容存档于2016-03-05）.
9. ↑  .   [2019-01-08]. （原始内容存档于2016-03-05）.
10. ↑  .   [2019-01-08]. （原始内容存档于2016-03-05）.
11. ↑  .   [2019-01-08]. （原始内容存档于2015-06-29）.
12. ↑  .   [2019-01-08]. （原始内容存档于2015-06-29）.
13. ↑  .   [2019-01-08]. （原始内容存档于2015-06-29）.
14. ↑  .   [2019-01-08]. （原始内容存档于2016-03-05）.
15. ↑  .   [2019-01-08]. （原始内容存档于2016-03-05）.
16. ↑  .   [2019-01-08]. （原始内容存档于2015-06-29）.
17. ↑  .   [2019-01-08]. （原始内容存档于2016-03-05）.
18. ↑  .   [2019-01-08]. （原始内容存档于2016-03-05）.
19. ↑  .   [2019-01-08]. （原始内容存档于2016-03-05）.
20. ↑  .   [2019-01-08]. （原始内容存档于2016-03-05）.
21. ↑  .   [2017-04-22]. （原始内容存档于2013-08-15）.
22. ↑  .   [2017-04-22]. （原始内容存档于2013-02-03）.
23. ↑  .   [2017-04-22]. （原始内容存档于2013-02-03）.
24. ↑  .   [2017-04-22]. （原始内容存档于2013-02-03）.
25. ↑  .   [2017-04-22]. （原始内容存档于2013-02-03）.
26. ↑  .   [2017-04-22]. （原始内容存档于2016-03-04）.
27. ↑  平成10年PDF
28. ↑  平成11年PDF
29. ↑  .   [2017-04-22]. （原始内容存档于2016-03-04）.
30. ↑  .   [2017-04-22]. （原始内容存档于2016-03-04）.
31. ↑  .   [2017-04-22]. （原始内容存档于2017-07-29）.
32. ↑  .   [2017-04-22]. （原始内容存档于2017-07-29）.
33. ↑  .   [2017-04-22]. （原始内容存档于2017-07-29）.
34. ↑  .   [2017-04-22]. （原始内容存档于2017-07-29）.
35. ↑  .   [2017-04-22]. （原始内容存档于2017-07-29）.
36. ↑  .   [2017-04-22]. （原始内容存档于2017-07-29）.
37. ↑  .   [2017-04-22]. （原始内容存档于2017-07-29）.
38. ↑  .   [2017-04-22]. （原始内容存档于2016-03-26）.
39. ↑  .   [2017-04-22]. （原始内容存档于2016-03-27）.
40. ↑  .   [2017-04-22]. （原始内容存档于2016-03-25）.
41. ↑  .   [2017-04-22]. （原始内容存档于2016-03-27）.
42. ↑  .   [2017-04-22]. （原始内容存档于2016-03-22）.
43. ↑  .   [2017-04-22]. （原始内容存档于2017-07-30）.
44. ↑  .   [2019-01-08]. （原始内容存档于2018-11-09）.
45. ↑  .   [2019-01-08]. （原始内容存档于2019-05-02）.

## 外部連結
- 東京地下鐵 – 明治神宮前<原宿>站 （页面存档备份，存于）（繁體中文）